# The Green God (film)
The Green God er en amerikansk stumfilm fra 1918 af Paul Scardon.

## Medvirkende
- Harry T. Morey som Owen Morgan
- Betty Blythe som Muriel Temple
- Arthur Donaldson som Temple
- George Majeroni som Robert Ashton
- Bernard Siegel som Li Min